# Geschiedenis van de Joodse Autonome Oblast
De geschiedenis van de Joodse Autonome Oblast kan grofweg worden opgedeeld in drie perioden. De eerste periode van de Joodse Autonome Oblast kende een sterke mate van isolatie en duurde vanaf de prehistorie tot aan de vestiging van de Russen in de 17e eeuw. Gedurende deze perioden was er eigenlijk alleen sprake van bewoning langs de rivieren door (afstammelingen van) Paleosiberische volken en Toengoezen, al werd het gebied wel beschouwd als onderdeel van verschillende rijken. De ontwikkeling van het relatief onherbergzame gebied gebeurde tijdens de tweede periode, toen zich er veel Kozakken en andere Russen vestigden en waarin de trans-Siberische spoorlijn werd aangelegd naar Vladivostok. Deze periode eindigde in de jaren '20 van de 20e eeuw, toen door Stalin de Joodse staat werd opgericht. Vanaf dan is het gebied een apart autonoom Joods gebied binnen Rusland, al is na de oprichting van de staat Israël een groot deel van de Joodse bevolking weggetrokken en is het tegenwoordig in de praktijk meer een gewone oblast (provincie) met een kleine Joodse minderheid.

## Periode van de prehistorie tot aan het Mantsjoerijk
Het gebied dat nu aangeduid wordt als de Joodse Autonome Oblast werd voor de komst van de Russen en Kozakken bewoond door geïsoleerde lokale stammen zoals de Daur, Doetsjer en Toengoezen, die ook omringende gebieden bewoonden. Van de 7e eeuw tot de 10e eeuw lag het net ten noorden van het Bohairijk. Het werd veroverd door de Mongolen van Dzjengis Khan in de 13e eeuw. Na het uiteenvallen van dit rijk heersten de Joertsjen er, waarna hun afstammelingen de Mantsjoe erover heersten voor de Qing-dynastie. Het gebied was echter meer in naam afhankelijk van dit rijk dan dat het echt een onderdeel hiervan vormde.

## Vestiging van de Russen

### Gebeurtenissen voorafgaand aan de Russische vestiging
Nadat Jermak Siberië en het Verre Oosten in principe al had opengelegd door het grotendeels verslaan van het kanaat Sibir in oktober 1582, trokken steeds meer kozakkenexpedities deze gebieden in. Een van deze expedities was die van Jerofej Chabarov, die nadat Vasili Pojarkov in 1643 de eerste expeditie al had gemaakt over de Toengoeska- en Amoerrivier, het Amoergebied opnieuw binnentrok in 1649. Chabarov werd in eerste instantie niet gehinderd door de Mantsjoe, maar in oktober 1650 werd hij toch aangevallen door een gecombineerde aanval van Atsjanen en Doetsjer. Dezen vormden echter geen partij voor het veel beter bewapende kozakkenleger van Chabarov en werden vernietigd. De Mantsjoe, die op dat moment op het toppunt van hun macht stonden, lieten dit niet zomaar toe en troffen voorbereidingen om de Russen te verjagen van de Amoerrivier.
Op 30 maart 1658 vond er een gevecht plaats tussen de Kozakken en de Mantsjoe, dat de laatsten wonnen. De Kozakken trokken zich daarop terug uit het gebied tot aan hun vesting Nertsjinsk (in Tsjita). Doordat de Mantsjoe deze vestiging met rust lieten en zich daarop weer net zo inactief gedroegen als daarvoor, was het voor de Russen niet moeilijk om een tweede poging te ondernemen om zich in het gebied te vestigen. De Mantsjoe hadden geen leger in het gebied en hadden geen goede infrastructuur naar het gebied aangelegd, waardoor vervoer van voorraden en troepen moeilijk verliep. Kozakken vestigden zich opnieuw in het gebied en stichtten een aantal forten. De Mantsjoe vielen hen opnieuw aan in 1682, waarmee het Sino-Amoer conflict ontstond, wat uiteindelijk leidde tot het Verdrag van Nertsjinsk op 27 augustus 1689, waarmee de Mantsjoe een relatief groot gebied kregen en de Kozakken een betere handelsrelatie met het rijk. Het gebied ten zuiden van het Stanovojgebergte, de Primorje werd Chinees gebied. Hierbinnen lag ook het gebied van de huidige autonome oblast.

### Vestiging van de Russen
De Russen trokken steeds meer naar de Primorje, maar vestigden zich nauwelijks in het onherbergzame gebied van de hedendaagse Joodse Autonome Oblast. Er trokken vooral gevluchte kozakken, vrije industrialisten, boeren en raskolniks naar het gebied. In 1849 en van 1850 tot 1855 werden door de Russische admiraal Gennadi Nevelskoj twee expedities gemaakt naar Sachalin en Amoer. Hiermee ontdekte deze niet alleen dat Sachalin geen schiereiland, maar een eiland was, maar zette daarmee ook de weg open voor grootschalige vestiging in het gebied. Hij eiste het gebied op voor Rusland. In 1858 werd het Verdrag van Aigun gesloten met de Qing-dynastie en in 1860 een nieuw verdrag als onderdeel van de Conventie van Peking. De Qing-dynastie was in verval geraakt en moest grote gebieden afstaan aan Rusland. De Primorje was nu in het bezit van de Russen. In 1858 was al een Amoer-Kozakkenleger opgericht om het gebied te verdedigen. Van 1858 tot 1882 werden 63 vestigingen gesticht in het gebied. Van 1898 tot 1916 werd er gewerkt aan het tracé van de trans-Siberische spoorlijn tussen Tsjita en Chabarovsk, waarbij er een 2,6 kilometer lange brug van het gebied over de Amoerrivier naar Chabarovsk werd aangelegd. Deze spoorlijn zorgde voor veel nieuwe vestigingen van kolonisten.

### De Russische Burgeroorlog
In het gebied werd na de Russische Revolutie van 1917 een zware strijd gestreden tussen de bolsjewieken en onder andere de Kozakkenlegers, die het Witte Leger steunden. De economie, die nog vooral op de landbouw was gericht, raakte hierdoor in verval en herstelde pas tegen 1926.

## De Joodse autonome staat

### Ontstaan en achtergronden Joodse autonome republiek
De Joodse Autonome Republiek werd in 1928 gesticht als het Joodse Nationale District. Dat was naar aanleiding van het nationaliteitenbeleid van Vladimir Lenin, waarin ieder volk binnen de Sovjet-Unie een eigen territorium zou krijgen om een eigen culturele autonomie te behouden in een socialistisch bestuurskader.
Het was ook een antwoord op twee vermeende dreigingen voor de Sovjet-Unie:
- Judaïsme tegenover het officiële atheïsme in de Sovjet-Unie
- Zionisme tegenover de Sovjetstandpunten over nationalisme

Het idee was om een nieuw Zion volgens Sovjetmodel te scheppen, waarin een proletarische Joodse cultuur ontwikkeld kon worden. Jiddisch (en niet het Hebreeuws) zou dan de nationale taal worden. Socialistische literatuur en kunst zouden religie moeten vervangen als voornaamste cultuuruitingen.
Stalins theorie over het ‘’Nationale Vraagstuk’’ hield in dat een groep pas een natie kon zijn als ze een territorium hebben. Aangezien er geen Joods territorium was waren de Joden geen natie en dus zonder nationale rechten. Joodse communisten pleitten daarom voor een Joods territorium. Het was vanuit politiek oogpunt ook aantrekkelijk om een Sovjet-Joods thuisland te scheppen als een ideologisch alternatief voor het zionisme en de theorie van zionisten zoals Ber Borochov dat het Joodse vraagstuk opgelost kon worden door een Joods territorium in Palestina. Birobidzjan werd dus als argument gebruikt tegen het zionisme. Er werd vervolgens met succes zoveel propaganda gemaakt dat duizenden Joden van buiten de Sovjet-Unie naar Birobidzjan immigreerden. Daaronder waren ook honderden uit Palestina, die teleurgesteld waren door hun ervaringen met het zionisme.
Een ander belangrijk doel van het Birobidzjan-project was om kolonisatie van het verre oosten te bevorderen, vooral het kwetsbare grensgebied met Mantsjoerije, waar op dat moment de dreiging heerste van de Japanse troepen.
In 1928 waren er bijna geen nederzettingen in het gebied, terwijl de Joden diep geworteld zaten in het westen van de Sovjet-Unie (onder meer Oekraïne, Wit-Rusland). Er waren eerder al voorstellen voor een Joodse Sovjetrepubliek op de Krim, kraj Stavropol, bij Smolensk, Pskov of in delen van Oekraïne. Deze werden afgewezen uit angst voor oproer van de niet-joodse inwoners en door het gebrek aan vrije gronden.
De geografie en het klimaat van Birobidzjan waren hard en kolonisten zouden hun leven vanuit het niets moeten opbouwen. Er werd beweerd dat Stalin ook uit antisemitisme handelde toen hij Birobidzjan uitkoos: hij wilde de joden zo veel mogelijk van het centrum van de macht vandaan houden. In Oekraïne en op de Krim bestond veel weerstand tegen een Joods territorium, hoewel veel Sovjet-Joden daar woonden. Verder waren er weinig alternatieve gebieden waar de bevolking zich niet zou verzetten tegen de komst van Joden.
Sovjet-econoom Joeri Larin verklaarde in 1929 dat het onrealistisch was om een stedelijke joodse bevolking, niet gewend aan het beoefenen van land- en tuinbouw, te vestigen in een tamelijk onvruchtbaar gebied met een streng klimaat.
Ondanks de ontberingen vestigde er zich een groep van ongeveer 300 families Joodse kolonisten. Deze kwamen niet alleen uit Rusland en andere Sovjetrepublieken, maar bijvoorbeeld ook uit Argentinië, Venezuela, de Verenigde Staten, Duitsland, Zwitserland en Polen. Op 7 mei 1934 werd het Joodse Nationale District gepromoveerd tot de status van een Autonome Joodse Regio. Een grootschalige propagandacampagne werd gestart om meer Joodse kolonisten te lokken.
Naarmate de Joodse bevolking groeide nam de invloed van de Jiddische cultuur op de regio toe. Zo verscheen een Jiddische krant De ster van Birobidzjan, een theatergroep werd gevormd en straten in de nieuwe stad werden vernoemd naar bekende Joodse schrijvers. Tegelijkertijd werd geprobeerd om de cultuur te russificeren. Zo trachtte men het Hebreeuwse alfabet te vervangen door het Cyrillisch alfabet.

### Mislukking van het socialistische experiment en vervolgingen
Het experiment ging haperen in 1930-40 tijdens de eerste vervolgingen door Stalin. Joodse leiders werden gearresteerd en ter dood gebracht en Jiddische scholen werden gesloten. In 1936 en 1937 werden 14 Joodse leiders van Birobizjan uit de weg geruimd door het Stalin-regime. De eerste was Liberberg, de voorzitter van de Birobidzjaanse sovjet, toen hij in augustus 1936 als afgevaardigde in Moskou was. Zeven maanden later volgden Chavkin, de eerste secretaris van de plaatselijke Communistische Partij, en 12 anderen. Vreemd genoeg bestonden de nieuwe leiders weer uit joden.
Voortgezette pogingen om Joden naar het verre oosten te lokken eindigden ook abrupt door de Tweede Wereldoorlog. Na de oorlog was er nog een kleine opleving in Birobidzjan door de opvang van Joodse vluchtelingen. In deze bloeiperiode bestond een derde van de regionale bevolking uit Joden.
De neergang kwam met de oprichting van Israël als Joodse staat en de tweede golf van vervolgingen kort voor Stalins dood. Opnieuw werden Joodse leiders gearresteerd en probeerde men de Jiddische cultuur uit te wissen door onder meer de bibliotheken in brand te steken. In de volgende jaren raakte het idee van een autonome Joodse regio steeds meer in de vergetelheid.
Sommige wetenschappers zoals Louis Rapoport, Jonathan Brent en Vladimir Naumov waren ervan overtuigd dat Stalin een plan had ontwikkeld om alle Sovjet-Joden te deporteren naar Birobidzjan, net zoals hij eerder al etnische minderheden zoals de Krim-Tataren en de Wolga-Duitsers had verplaatst.
De dokterszaak zou de voorbode zijn geweest van dit plan tot totale deportatie van Sovjet-joden naar Siberië. Volgens Lustiger en Kostirtsjenko zijn echter geen bewijzen gevonden van dergelijke intenties van Stalin en moet dit worden beschouwd als een gerucht, tot het tegendeel wordt aangetoond.

### Na de val van de Sovjet-Unie
Door de instorting van de Sovjet-Unie en het versoepelde emigratiebeleid vertrokken de meeste overgebleven Joden naar Duitsland en vooral naar Israël. In 1991 kreeg de Joodse Autonome Regio de status van een Autonome Republiek. Maar omdat toen nog maar 2% van de bevolking echt Joods was, werd deze zet van de Russische regering onder druk van de bevolking teruggedraaid. Niettemin wordt op de scholen opnieuw les gegeven in het Jiddisch en Hebreeuws en is er ook weer een Jiddische krant en radiostation. Er wordt hiermee door de overblijvende Joden geprobeerd om het Joodse bewustzijn te behouden, maar dit heeft vooral de jonge Joodse bevolking er niet van weerhouden om massaal naar Israël te trekken op zoek naar een betere economische toekomst.